# Die Neuen DeutschPoeten

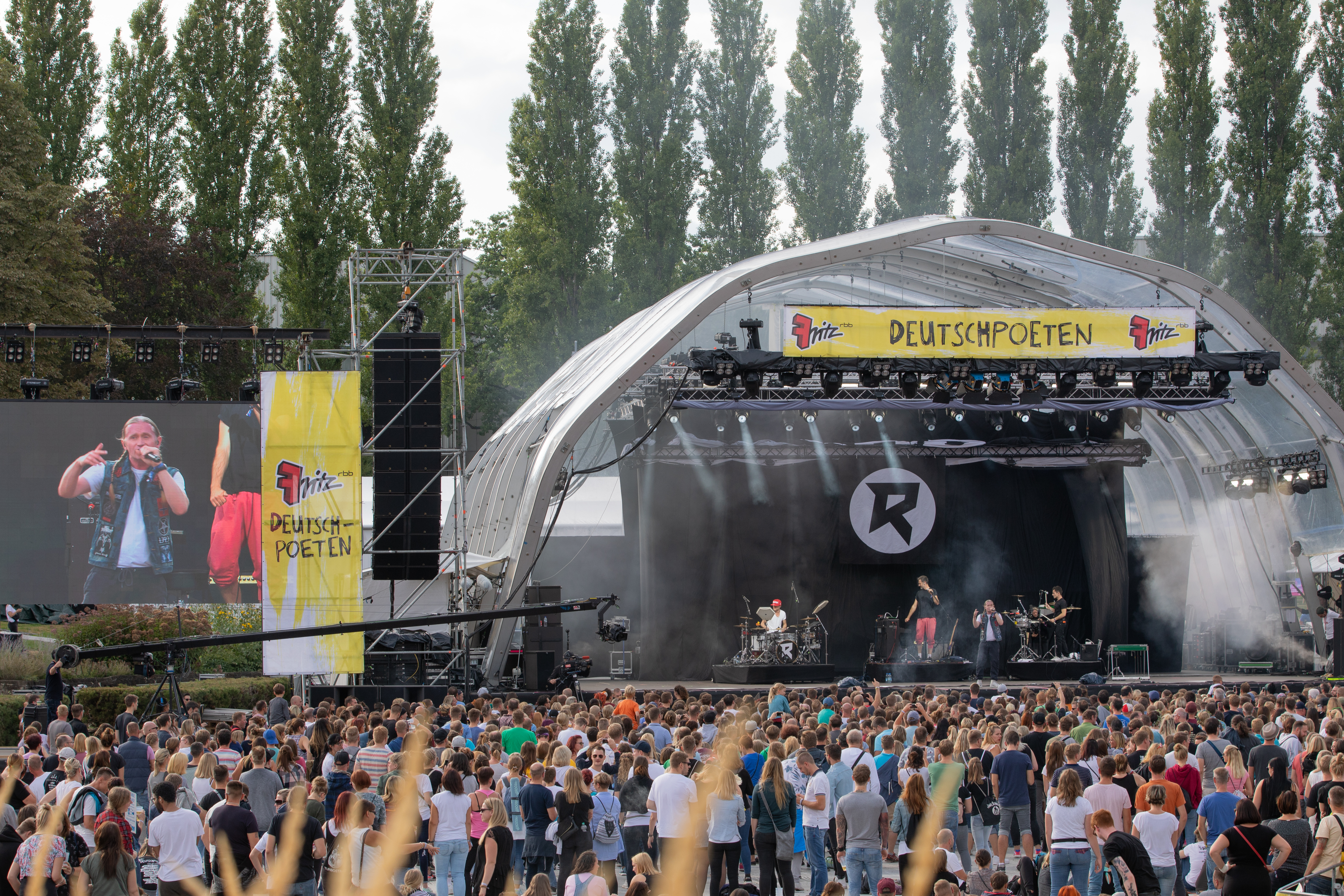
Romano, Fritz DeutschPoeten 2018

Die Neuen DeutschPoeten (littéralement : les nouveaux poètes allemands) est un festival de musique ou plutôt un concept de manifestation qui a été lancé par une radio de Berlin. Radio Fritz, l'émetteur public de radio pour la jeunesse de Rundfunk Berlin-Brandenburg  (RBB), met sur scène des artistes de langue allemande, qui se distinguent particulièrement à travers la poésie dans leurs textes.

## Histoire
L'idée fondatrice était que Fritz place sur une scène "live" les artistes qui se sont fait remarquer récemment essentiellement par leurs textes. Ils parlent donc leur propre langage et plaisent ainsi à toute une génération. Ici on compte une poignée de musiciens qui se distinguent manifestement des grands dinosaures comme Marius Müller-Westernhagen, Herbert Grönemeyer ou de la nouvelle vague allemande (NDW) ou de l'école de Hambourg, par exemple Kettcar, Blumfeld, Tocotronic. De l'avis de Fritz, il y a, entre autres, Clueso, Philipp Poisel, Axel Bosse, Kraftklub, Bilderbuch, Cro, Gisbert zu Knyphausen, Thees Uhlmann, Madsen, Casper, Marteria, mais aussi des artistes de langue allemande tels que MIA., Wir sind Helden, Peter Fox, Jan Delay, Deichkind et quelques autres qui impriment un nouveau cachet à la nouvelle langue musicale allemande.
Le début de Die Neuen DeutschPoeten de Fritz a lieu le 12 juin 2010 au Berliner Astra (1 600 spectateurs, à guichets fermés). 
Le 3 s juilleeptembre 2011, une 2e partie a lieu également à guichets fermés (13 000 spectateurs) à l'IFA Sommergarten à la foire de Berlin. La troisième édition a lieu le 1er septembre 2012, à nouveau à l'IFA Sommergarten, avec 12 000 visiteurs, avec comme présentateurs Hadnet Tesfai et Axel Bosse.
La 4e édition est présentée par Visa Vie et Chris Guse et a lieu le 7 septembre 2013, encore pendant l'IFA Sommergarten à la foire de Berlin et à guichets fermés avec 13 000 fans. Pour la cinquième édition les deux présentateurs de Fritz Kathrin Thüring et Chris Guse animent le festival qui a lieu le 6 septembre 2014 encore à l'IFA Sommergarten et cette fois-là, deux mois auparavant les 13 000 tickets étaient déjà tous vendus. La présentatrice de Fritz Visa Vie mène pour cette édition-là, comme l'année d'avant avec  Chris Guse, pendant 9 heures de direct, qui était à voir sur fritz.de. Là toutes les prestations des Acts étaient diffusées en direct entre-coupées d'interviews et d'impressions en direct. La télévision rbb  a diffusé un résumé de trois heures une semaine plus tard dans son programme. Fritz - Die Neuen DeutschPoeten se comprend aussi entre-temps aussi comme un projet multimédia.
L'idée et le concept viennent de Frank Menzel, un chef de projet et compositeur de Fritz.

## Groupes
- 2010 : Fotos, Ingo Pohlmann, Max Herre, Philipp Poisel, Axel Bosse et Madsen à Astra.
- 2011 : Clueso avec son groupe, Wir sind Helden, Philipp Poisel,  Marteria, Axel Bosse, Kraftklub, Andreas Bourani et Max Prosa à l'IFA Sommergarten
- 2012 : Tim Bendzko, Max Herre avec ses amis, MIA.,  Marsimoto, Thees Uhlmann, The Koletzkis (aussi Oliver Koletzki & Band), Tiemo Hauer[2] et Vierkanttretlager à l'IFA Sommergarten
- 2013 : Sportfreunde Stiller, Bosse, Madsen, Laing, Maxim, Mega! Mega!, Rakede et Exclusive à l'IFA Sommergarten
- 2014 : Marteria, Sido, Thees Uhlmann und Band, Miss Platnum, Gloria, OK Kid, Lary et Sierra Kidd à l'IFA Sommergarten
- 2015 : Jan Delay, DISKO No.1, Cro, Bidlerbuch, Die Orsons, Teesy, Joris, Philipp Dittberner, Tonbandgerät